# Aéroport Le Mans-Arnage
L'aéroport du Mans ou aéroport Le Mans-Arnage, autrefois nommé aérodrome des Raineries, est un aéroport qui se situe à environ 7 kilomètres au sud de la ville du Mans sur le territoire de la commune d'Arnage, dans la Sarthe, en France. Il est accessible via le périphérique sud de la ville. Entre 2010 et 2024, son gestionnaire historique a été la Chambre de commerce et d'industrie du Mans et de la Sarthe pendant plusieurs années. Depuis le 1er janvier 2025, la société Edeis est devenu le nouveau gestionnaire de l'aéroport du Mans à la suite de l'appel d'offres organisé en vue d'attributer la concession de l'aéroport.
VFR/IFR de jour et de nuit, de catégorie C, il répond à la définition d'aéroport communautaire à caractère international. Les voyages privés sont de plus en plus nombreux. 
Les avions internationaux sont autorisés à s'y arrêter sur demande. Il n'y a pas de liaison journalière existante. 
Il sert aux déplacements sportifs dont les joueurs de football qui en usent pour des déplacements nationaux, l'équipe Le Mans Sarthe Basket pour des déplacements européens. 
Il sert aussi à l'accueil des pilotes ou d'invités privés lors des 24 heures du Mans.

## Spécificités

### Globales
Les pistes d'atterrissage sont au nombre de deux, une grande bitumée et une plus petite engazonnée, parallèle à la première.  L'aéroport est situé non loin du musée des 24 heures, des différents circuits, du musée automobile et du MMArena. Des appareils comme le Fokker 50, ATR42 et ATR72 peuvent être accueillis. Les bi-réacteurs usuels sont régulièrement accueillis pour l'aviation d'affaire ou privée.
Il a accueilli environ 12 000 passagers commerciaux et 32 000 mouvements non commerciaux en 2006, dont 45 % de vols internationaux. 
Son enceinte mesure 140 hectares. Son utilisation est limitée puisque les aéroports parisiens ou celui de Nantes sont proches et la ville est largement accessible par voiture ou par voie ferroviaire.
Cependant, accueillant toujours davantage de visiteurs étrangers et bénéficiant d'une proximité avec les circuits, l'aéroport connait au début des années 2000, une augmentation constante de passagers. À la suite de plaintes de riverains, la préfecture doit prendre un arrêté et lancer des travaux pour insonoriser les abords de l'aéroport. 
Il possède un parking d'environ 240 places et quelques services commerciaux. 
Son aérogare de 1 068m² fonctionne sur quatre niveaux et possède trois compagnies de taxis réservées.

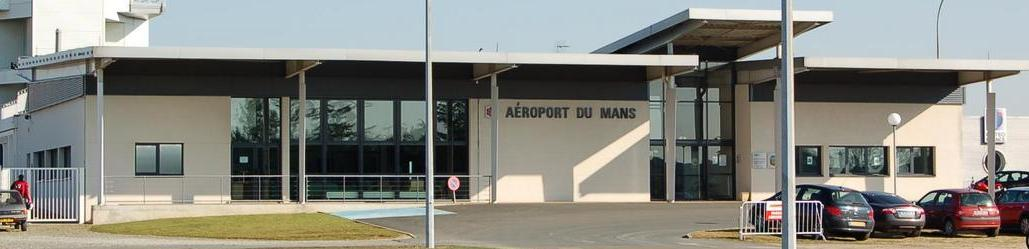
Bâtiment principal de l'aéroport

### Au niveau régional

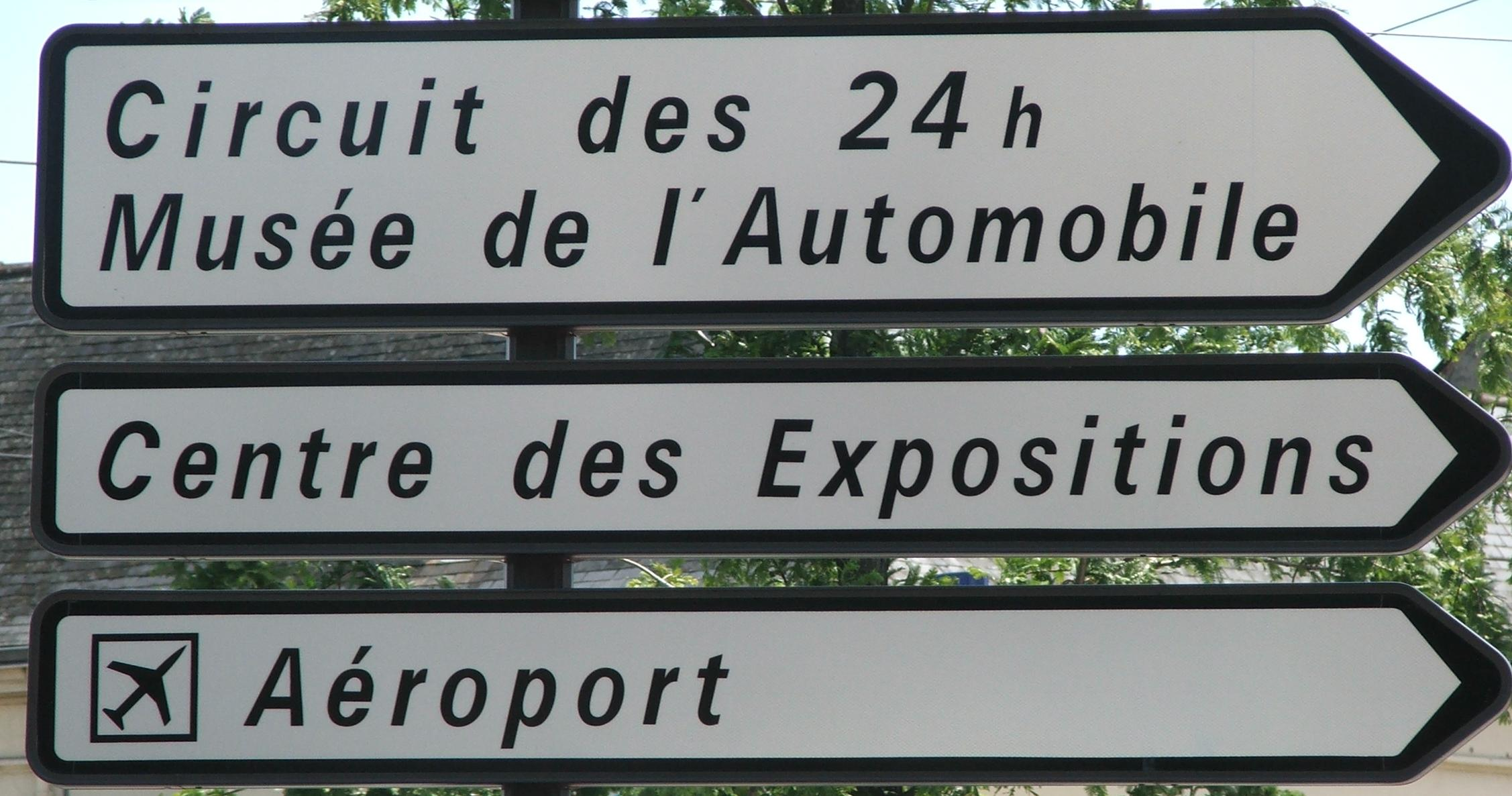
Panneau signalétique à Pontlieue

Il est le troisième aéroport des Pays de la Loire en nombre de passagers et le deuxième pour les seuls mouvements après Nantes-Atlantique (53 084 mouvements en 2008 contre plus de 23 000 au Mans) et parfois Saint-Nazaire.  
L'aéroport du Mans a un nombre de mouvement proche de celui de La Roche-sur-Yon (21 915 mouvements en 2008), cependant sa fréquentation est largement supérieure avec presque 8 500 voyageurs en 2008 contre 654 pour La Roche sur Yon ou 4 813 pour Angers. 
L'aérodrome a subi une perte de fréquentation record de 10 000 mouvements entre 2006 et 2008 et une baisse de voyageurs de l'ordre de 10 %. 
L'aéroport subit une autre baisse de passagers de l'ordre de 24,6 % entre 2008 et 2009, soit 2000 passagers. Les mouvements ont eux aussi baissé, dans une fourchette moindre, de l'ordre de 2,8 % dans la même période.

## Histoire: Le Mans et l'aviation

### Le record des frères Wright

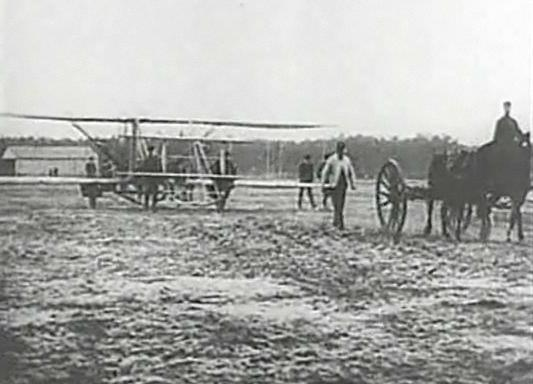
Installation du Flyer en 1908

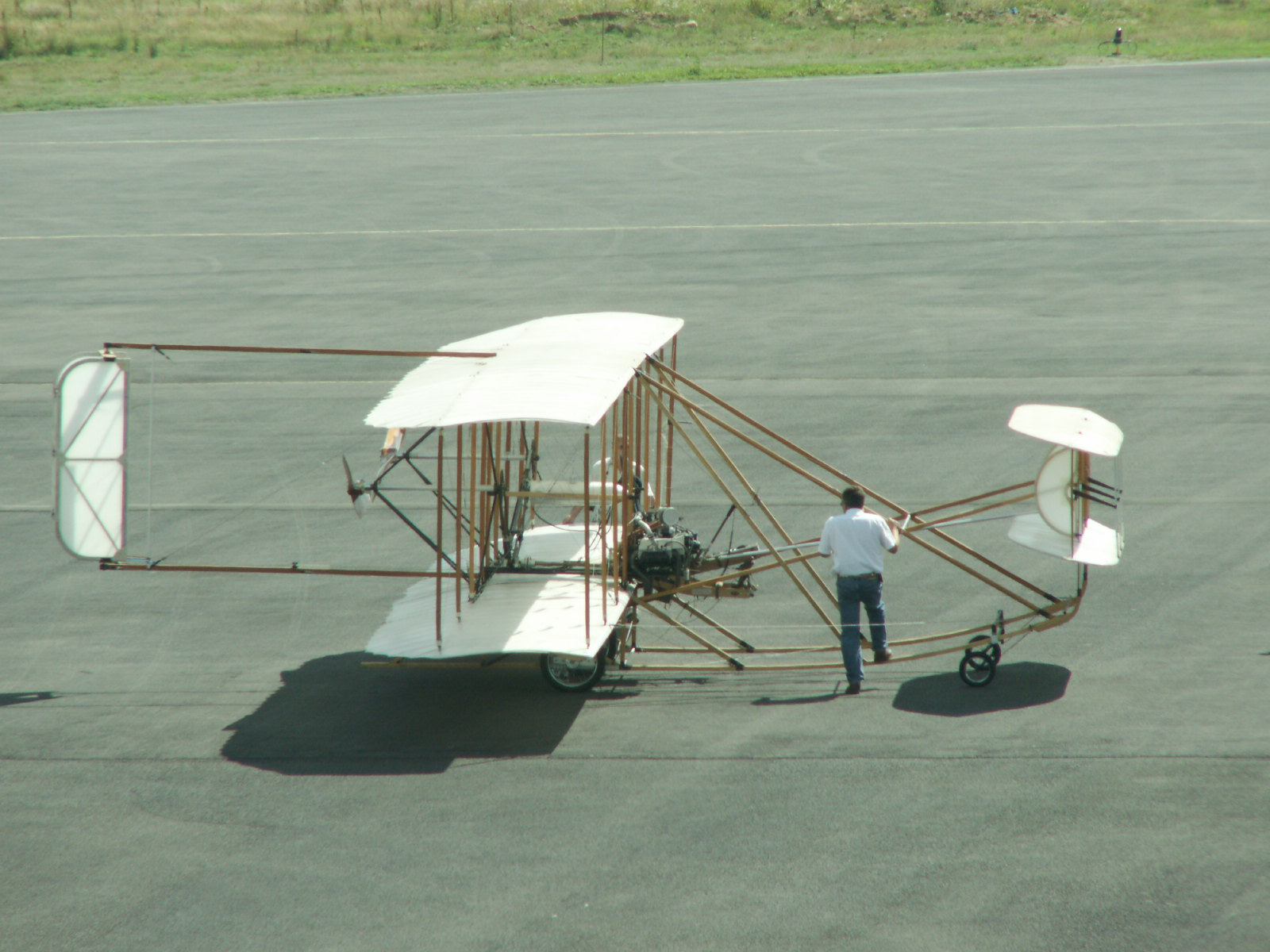
Wright Flyer lors de son

Le Mans possède une certaine tradition de l'aéronautique. Nombreuses ont été les démonstrations de dirigeables et de ballons à l'occasion par exemple de l'exposition internationale de 1899 ou du premier grand-prix en 1906 où 5 ballons décollent du port du Mans. L'expérience la plus ancrée dans la mémoire reste celle du Flyer de Wilbur Wright réalisée à quelques kilomètres de l'actuel aérodrome, tout près du circuit, sur le site de l'hippodrome des Hunaudières dont le nom est plus connu dans le monde du sport automobile pour la fameuse ligne droite des Hunaudières. Le quotidien la Sarthe rapporta l'événement ainsi :
« C'est aux Hunaudières que Wilbur Wright a fait le 8 août 1908 à 18h30 sur le champ de courses des Hunaudières près du Mans, une première expérience qui a été couronnée d'un plein succès. Dès le premier essai, l'aéroplane dirigé par M.Wilbur Wright, s'est élevé dans les airs. Il a décrit, se tenant à une hauteur de 15 à 20 mètres, trois cercles complets, parcourant ainsi environ 3 kilomètres et demi, en 1 minute 46 secondes, et est venu très facilement, presque sans secousse, atterrir à 20 mètres de son point de départ ; l'atterrissage n'a pas occasionné à l'appareil la moindre avarie. Une centaine de personnes y assistaient, parmi lesquelles M. Archdeacon, MM Blériot, l'aviateur Gasnier, d'Angers, membres de l'Aéro Club de France, qui s'est signalé l'an dernier, dans l'épreuve de la Coupe Gordon Bennett ; M. Zens qui, la semaine dernière, a commencé des expériences avec un appareil de son invention, et quelques représentants de la presse française, allemande, américaine, anglaise. Ils ont chaleureusement applaudi M. Wright. »
- Extrait du quotidien La Sarthe du 8 août 1908 (2° édition).
Wilbur Wright fut accueilli de longue date dans les bâtiments de Léon Bollée afin de parfaire son aéroplane. Le jour dit du 8 août 1908, la démonstration se fit devant un groupe réduit de privilégiés soit une vingtaine de personnes, ce qui n'empêcha quelques curieux (une centaine environ) de venir eux aussi jeter un œil. La nouvelle se répandit dans la ville du Mans le soir même. En fait, l'événement attira les foules dès la première annonce dans le quotidien la Sarthe. Cela handicapa lourdement Wilbur Wright qui se retrouva épié sans arrêt par les passionnés et les journalistes. Il menaça même « d'interrompre ses travaux et de ne les reprendre que lorsque ceux qui lui faisaient escorte, épiant tous ses mouvements, se seraient lassés d'attendre vainement » (La Sarthe, le 9 août 1908). Le 18 août, les frères Wright, toujours aidés par les Bollée décident de s'installer sur le terrain d'Auvours, plus pratique car plus spacieux selon eux. Le frère de Wilbur Wright, Orville décède le 17 septembre de cette même année. Wilbur décide alors de se surpasser pour aller au bout de leur projet, afin de rendre honneur à son frère. Le 31 décembre 1908, c'est la consécration. L'appareil réussit sans encombre deux heures vingt minutes de vol et on décerne à l'équipe la coupe Michelin. Les records du monde de distance et de durée de vol sont tous deux pulvérisés. 200 000 spectateurs vinrent encourager l'Américain le jour de l'exploit. Le premier moteur de Wilbur Wright fut conservé par Léon Bollée et cédé aux musées du Mans en janvier 1927. La tradition populaire garda une grande mémoire de cet événement et la ville en est toujours très fière.
À l'occasion du 90e anniversaire du vol des frères Wright, en 1998, il fut identifié et authentifié au musée de l'Air et de l'Espace du Bourget. Pour les 100 ans du vol, une maquette à l'identique du Flyer fut reproduite. Il prouva qu'il pouvait encore voler. Une démonstration de vol fut effectuée par des passionnés.

### Jusqu'à la Seconde Guerre mondiale
En 1930, l'aéro-club de la ville est fondé sur le terrain historique de l'essai de Wright et Bollée. Il ne s'agira longtemps que d'un vaste champ aménagé. Pourtant, dès 1933, la renommée des 24 heures du Mans fait accueillir sur ce terrain un nombre important d'avions de tourisme bimoteur. Dès lors, le lien entre mécanique automobile et aviation sera important pour la ville. 
Le petit terrain est également utilisé par les militaires dont les avions ravitaillent souvent au polygone, quoique les bases militaires de Chartres et de Tours soient proches. 
Après 1933, un projet d'aéroport est envisagé. Les coûts élevés d'une telle installation limitent les infrastructures à un hangar métallique et à un bessonneau à couverture métallique. 
A partir de 1935, la base dite du polygone est utilisée pour l'installation du service postal Air Bleu pour la ligne Paris-Le Mans-Nantes. 
L'aérodrome dit des Raineries, sert de base aérienne pendant la Seconde Guerre mondiale. Édouard Pinot y organise le départ pour Londres d'une promotion d'élèves-pilotes. Peu utilisé par les Allemands, il répond au nom de code A 35 et est bombardé par les propres troupes allemandes par des bombes à fragmentation le 8 juin 1944, détruisant ainsi les principales pistes d'atterrissage et de décollage de la ville. 
Comme dans plusieurs villes du Grand Ouest, les démineurs doivent effectuer un travail récurrent à cause de découvertes d'anciennes bombes n'ayant pas explosé aux abords de l'aéroport. 
Les vols d'avions au Mans et dans le Maine sont immortalisés par les peintures de Géo Ham.

### Aviation commerciale: succès et déchéance
Depuis les débuts de l'association des ailes du Maine, et notamment depuis 1967, les liaisons avec la ville allemande de Paderborn ont eu bonne cote. Elles furent cependant arrêtées au point de vue commercial dans les années 1990. 
L'aérodrome des Raineries devient définitivement en 1971, l'aéroport du Mans. La piste en dur est créée et l'aéroport se dote d'une balise pour vol de nuit. La piste se révèle notamment pratique pour l'aviation d'affaire de l'époque, à savoir des modèles d'avions d'assez petit gabarit comme des Mystère 20 ou des Falcon. 
L'aéroport se munit d'une fréquence radio d'airport et une plate-forme aéronautique, bâtie en souvenir sur l'emplacement même où avait eu lieu le premier essai de Wright. C'est en cette même année 1971 que le service de météorologie bénéficie de nouveaux locaux en dur. 
Dès les années 1970, la société "G.M.T Airlines" organise 2 vols quotidiens vers des destinations changeant suivant la saison grâce à des modestes Beechcraft Queen Air. Mais la société, basée au Bourget, finira par arrêter ses opérations sur l'aéroport du Mans.  
Par la suite, plusieurs compagnies privées ont essayé de prendre le relais dans une perspective moindre à l'image de la "TAM" dans les années 1970, ou encore de "Maine Air Service" (1971-1972) qui, désabusé au Mans ouvrira son service à Laval.  
Air Paris avait assuré une ligne vers Paris (Orly-Sud) en 1971. 
L'aéroport du Mans sera relié quotidiennement sauf le week-end, en 1974, à Lyon via Clermont-Ferrand par la compagnie TAT en Beechcraft 99 de 19 places ainsi que Tours, en 1976, Lyon et Rennes en B99 également et en 1978 avec Air Anjou Transports vers Clermont-Ferrand et Angers. 
Après un regain de forme dans les années 1980, l'arrivée du TGV en 1989 achève de ruiner les espoirs aéronautiques des compagnies aériennes de la ville. Même la liaison historique Le Mans-Paderborn est coupée.
Au début des années 1990, la compagnie "Air Sarthe Organisation" (1987-1993) effectuant des vols à la demande au départ de l'aéroport, dessert Lyon à l'aide d'un Beechcraft C-90 King Air immatriculé F-BXAP.  
En 1997, la compagnie Chalair ouvre une ligne régulière vers Eindhoven (Hollande) pour le compte du constructeur d'électroménager Philips, en Swearingen Metroliner de 19 places.

## Services officiels

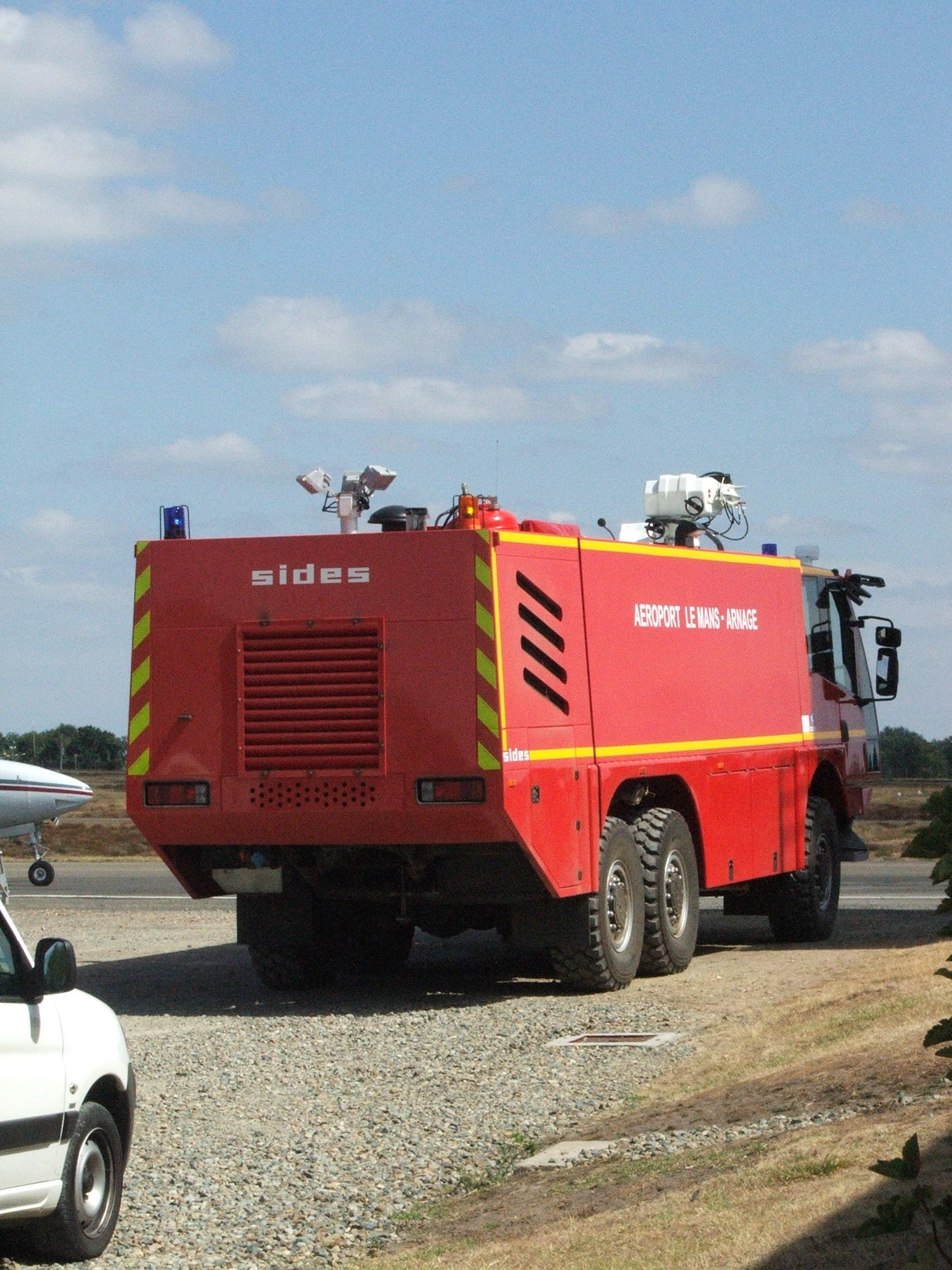
Un véhicule de pompier spécialisé sur le tarmac de l'aéroport

La ville possède des services officiels basés sur l'aérodrome. 
Un service météorologique permettant de renseigner météo France, de même qu'un organisme de contrôle aérien de l'aviation civile, une antenne de la police de l'air et des frontières où les douanes sont présentes. 
L'aéroport possède ses propres services anti-incendies avec des véhicules spécifiques, sans lien avec les casernes du Mans. Cela est une nécessité du fait que les casernes de la ville sont trop loin de l'aéroport. Les plus grandes casernes de CUM sont situés sur la rocade Ouest, à Degré et à Pontlieue, chacune située à plus d'une quinzaine de kilomètres de là.
La tour de contrôle est tenue par des TSEEAC (techniciens supérieurs des études et d'exploitation de l'Aviation civile) dont la spécialité est le contrôle d'aérodrome. Ils sont au nombre de 4 et se relaient pour assurer les services du contrôle, de l'information de vol et de l'alerte au cours de l'année. Les services officiels travaillent conjointement avec la brigade d'intervention des douanes du Mans, dont la base est située non loin de la rocade Ouest et du boulevard Demorieux.
Les services sont ouverts du lundi au vendredi de 09 h à 20 h (18 h l'hiver), les samedis et jours fériés de 09 h à 12 h puis 14 h à 20 h (18 h l'hiver) et les dimanches à la demande. Ils peuvent ouvrir dans la nuit ou plus généralement en dehors des heures normales d'ouverture pour une évacuation sanitaire ou vol commercial à la demande.

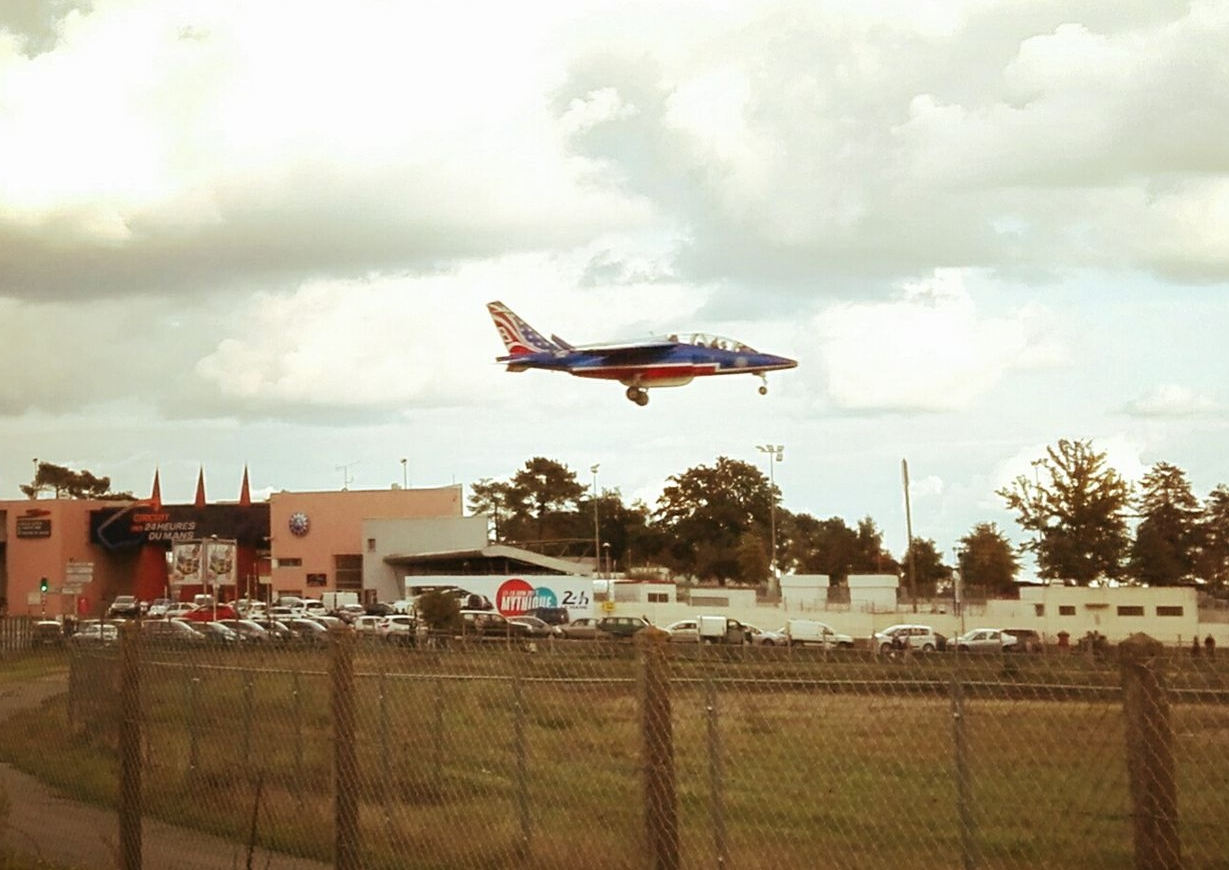
Halte de la patrouille de France lors des 24 heures du Mans 2017

Les contrôleurs sont particulièrement sollicités lors des périodes estivales à l'occasion des courses 24 Heures du Mans moto, auto, etc. Celles-ci attirent beaucoup de monde et tout naturellement un trafic aérien supplémentaire est généré par de tels évènements. En juin 2017 la patrouille de France y fait une halte avant un meeting dans l'ouest le lendemain.  

## Trafic

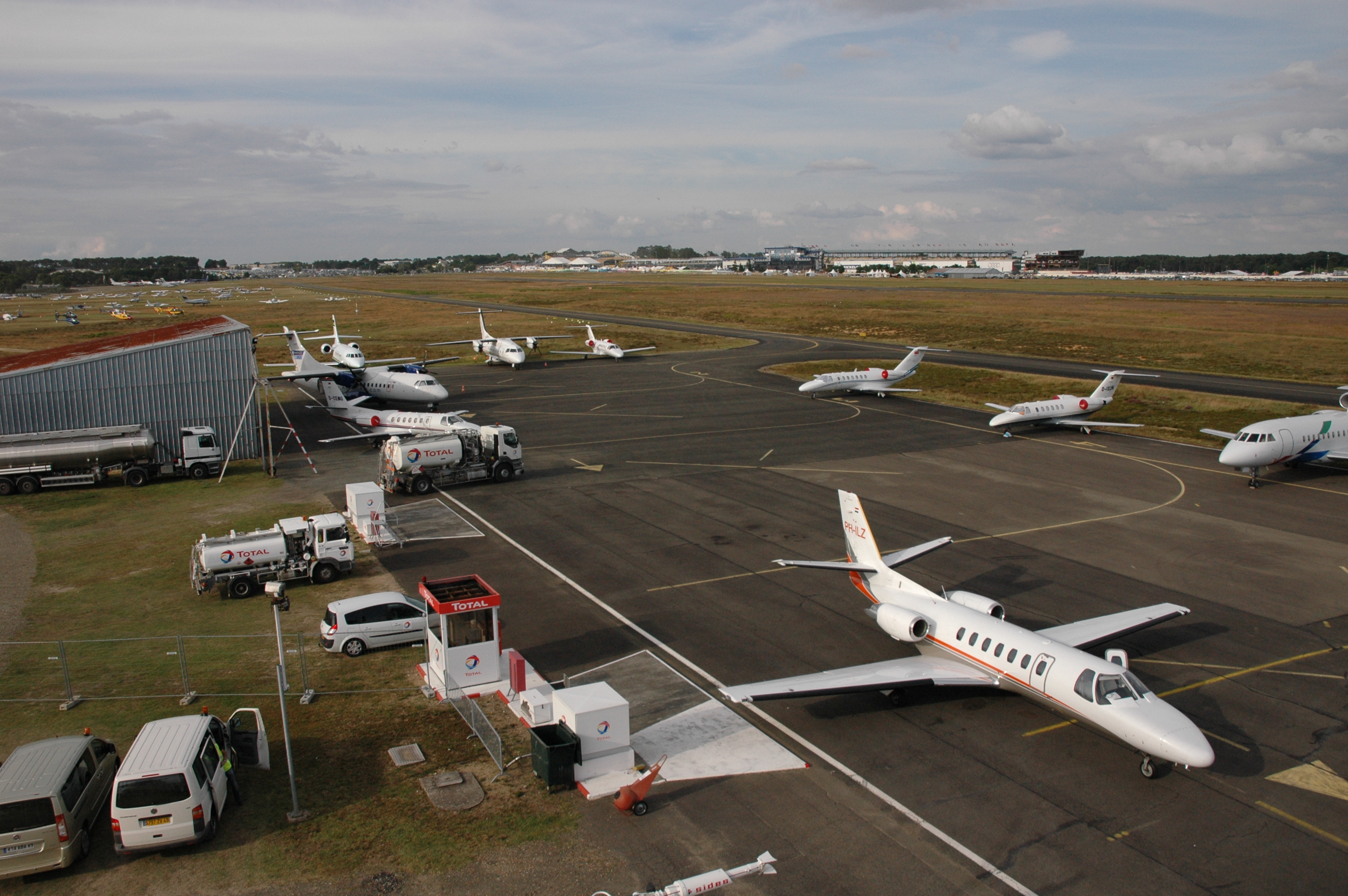
Avions parqués sur le tarmac de l'aéroport

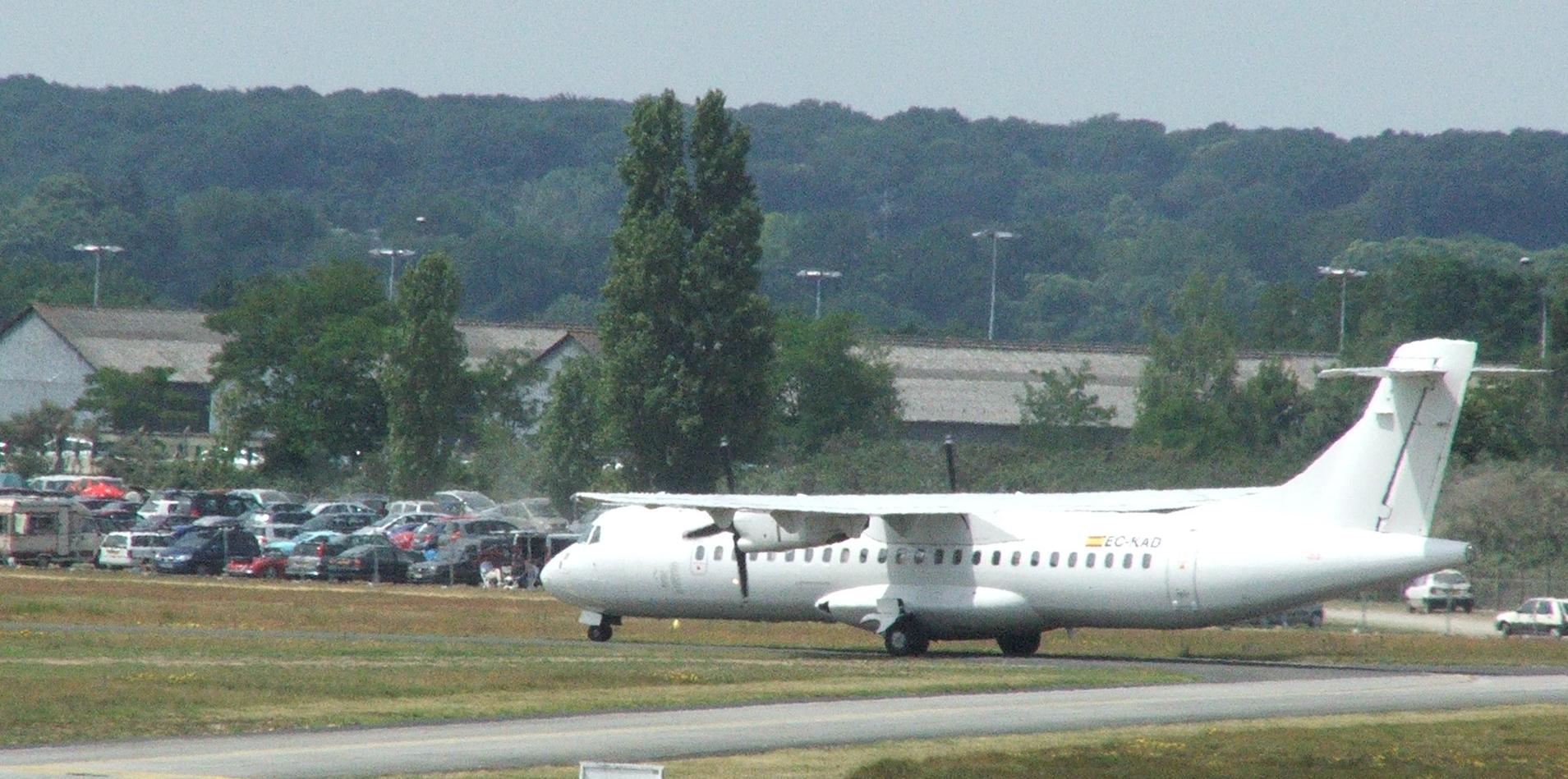
Avion espagnol au décollage sur l'aéroport Le Mans-Arnage

| Année | Nombre de Passagers | Mouvements Avions |
| ----- | ------------------- | ----------------- |
| 2000  | 4 753               | 34 975            |
| 2006  | 11 339              | 32 574            |
| 2011  | 6 434               | 22 765            |
| 2012  | 7 468               | 21 117            |
| 2013  | 5 111               | 12 556            |
| 2014  | 6 435               | 10 134            |
| 2015  | 6 285               | 28 222            |
| 2016  | 7 131               | 26 743            |
| 2017  | 6 509               | 27 805            |
| 2018  | 7 425               | 28 557            |
| 2019  | 6 181               | 29 187            |
| 2020  | 469                 | 27 724            |
| 2021  | 2 058               | 34 353            |
| 2022  | 5 846               | 30 096            |
| 2023  | 10 455              | 30 401            |
| 2024  | 6 986               | 30 258            |

## Activités associatives et formation au pilotage
Le lycée Sainte-Croix du Mans permet à ses élèves d'obtenir la théorie et un brevet de pilotage dans l'optique d'un bac S-SI avec spécialité aéronautique.